# Almariya
Die Almariya ist ein Fährschiff, das 1981 als Olau Hollandia von der damaligen deutschen Reederei Olau Line in Dienst gestellt wurde.

## Geschichte

### Olau Hollandia(1981–1989)
Die Olau Hollandia wurde 1981 unter der Baunummer 1028 von der deutschen AG Weser Seebeckwerft in Bremerhaven gebaut und am 21. März 1981 an die Olau Line in Hamburg abgeliefert. Es kam unter der Flagge Deutschlands mit Heimathafen Hamburg in Fahrt und ab dem 25. März 1981 zwischen Sheerness und Vlissingen eingesetzt.

### Nord Gotlandia(1989–1998)
Im August 1989 wurde das Schiff an Nordström & Thulin verkauft, um von deren Tochtergesellschaft Gotlandslinjen eingesetzt zu werden. Ab Juni 1989 wurde das Schiff bei Schichau Seebeck in Bremerhaven umgebaut und im November 1989 als Nord Gotlandia unter der Flagge Schwedens in Fahrt gebracht, Heimathafen wurde Visby. Ab Januar 1990 wurde die Nord Gotlandia zwischen Visby und Nynäshamn, bzw. Oskarshamn eingesetzt.
Im Juli 1997 brach ein Feuer im Maschinenraum aus.
Am 31. Dezember 1997 fuhr das Schiff letztmals für Gotlandslinjen.

### Nordlandia(1998–2013)
Das Schiff wurde bereits im Dezember 1997 mit Übergabe im Januar 1998 an Eckerö Line verkauft. In der Folgezeit wurde das Schiff in Turku umgebaut und am 2. Januar 1998 an den neuen Eigentümer übergeben, ehe es am 7. Januar 1998 in Nordlandia umbenannt wurde. Am 10. Februar 1998 fuhr das Schiff erstmals für die finnische Eckerö Line (Tochter der Rederiaktiebolaget Eckerö) zwischen Helsinki (Länsisatama – dt. Westhafen) und Tallinn (A-Terminal im Vanasadam – dt. Alter Hafen).
Am 28. Oktober 2006 kollidierte das Schiff in Tallinn mit der Kaimauer und schlug Leck.
Am 29. Januar 2010 steckte das Schiff vor Helsinki für sechs Stunden im Eis fest. Die Superstar und Baltic Princess kamen zur Hilfe. Am 12. Februar 2010 passierte dasselbe erneut, das Schiff wurde von Eisbrechern befreit.
Am 1. Januar 2013 wurde die Nordlandia von der Route Helsinki – Tallinn abgezogen, ab dem 7. Januar 2013 allerdings als Frachtfähre auf derselben Route wieder eingesetzt. Ab dem 29. März 2013 wurde das Schiff in Kopli aufgelegt.

### Isabella 1(2013–2016)
Im Juni 2013 wurde die Nordlandia an die Isabella Cruise Company veräußert, wurde in Isabella 1 umbenannt und kam unter der Flagge von Belize mit Heimathafen Belize City in Fahrt. Im selben Monat charterte Acciona Trasmediterranea das Schiff und setzte es von Juli bis Oktober 2013 zwischen Almería und Nador ein. Ab Oktober 2016 wurde das Schiff in Perama umgebaut. Eine Charter an Acciona ab August 2014 kam nicht zustande, so dass das Schiff zunächst in Eleusis Bay, ab September 2014 in Kinosoura aufgelegt wurde. Ab November 2014 charterte Paradise Cruise & Ferry das Schiff. Im Jahr 2015 charterte Acciona die Isabella 1.

### Almariya(seit 2016)
Im Januar 2016 kaufte Cia Trasmediterranea SA das Schiff und benannte es in Almariya um. Seitdem chartert es Trasmediterranea. Am 8. September 2017 kam es vor Nador zu einem Maschinenraumbrand. Seit Januar 2018 wird sie zwischen Almería und Nador eingesetzt.

## Schwesterschiff
Die Almariya hat ein Schwesterschiff, die als Olau Britannia gebaute Moby Zaza der italienischen Reederei Moby Lines.